# Io prima di te (romanzo)
(Ultime parole della lettera di Will a Louisa)
Io prima di te è un romanzo dell'autrice inglese Jojo Moyes pubblicato nel 2012. Esso tratta della nascente relazione romantica tra Louisa Clarke, una ragazza inglese dalla vita modesta, e Will Traynor, ricco e scostante genio della finanza rimasto tetraplegico a seguito di un incidente stradale, cui Louisa fa da assistente. Alla trama principale si affiancano altri temi, quali la ricerca della propria individualità, il senso del tempo, il vivere la malattia e l'eutanasia.
Nel 2016 il romanzo è stato trasposto nell'omonimo film diretto da Thea Sharrock.

## Trama
Louisa Clarke ha ventisei anni e una vita priva di ambizioni. Vive in un paesino della campagna inglese, è fidanzata da sette anni con Patrick, preparatore atletico, e passa da un lavoro all'altro per sostenere la famiglia, perennemente in ristrettezze economiche (il padre di Louisa ha appena perduto il lavoro e sua sorella è una ragazza madre che ha ripreso gli studi). Unica nota di colore nella sua vita sono gli abiti eccentrici e colorati che indossa.
Quando la sala da tè dove lavora sta per chiudere, Lou è costretta a cercarsi un nuovo lavoro. Dopo molti tentativi viene assunta dalla ricca famiglia Traynor per fare da assistente al loro figlio William, un giovane rimasto tetraplegico dopo essere stato vittima di un incidente stradale.
In principio William, che a seguito dell'incidente è diventato un uomo iroso e scostante, non vuole avere a che fare con Lou e le rende le cose difficili, ma i due riescono infine a instaurare un rapporto di amicizia.
Nel corso del suo lavoro, Lou si rende conto di come l'incidente di Will e il suo stato attuale abbiano distrutto la sua vita; difatti la famiglia di William si sta sgretolando e lui stesso, che prima era un giovane brillante e realizzato, ha interrotto qualsiasi sua attività e contatto con i suoi conoscenti e il mondo intero, al punto da decidere di recarsi in una clinica in Svizzera per praticare il suicidio assistito. Camilla, la madre di Will, spera tuttavìa che la presenza di Lou nella vita del figlio possa convincerlo che la sua vita ha ancora un valore.
Louisa decide dunque di dimostrare a Will che ci sono ancora molte gioie della vita di cui si può godere, e a tale scopo organizza insieme alla sorella Treena un piano di uscite, eventi e gite a cui far partecipare Will.
Nel corso di queste uscite Will e Lou hanno modo di condividere le loro esperienze e si avvicinano sempre di più: Will ricorda dei momenti felici del suo passato e sprona Lou a non restare troppo vincolata al suo luogo e alla sua famiglia d'origine e a fare qualcosa di grandioso della sua vita, e in cambio Louisa gli confida di aver ridotto le sue ambizioni di vita dopo essere stata vittima di uno stupro.
In seguito i due partecipano insieme al matrimonio di Alicia, l'ex fidanzata che William ha lasciato dopo l'incidente, ove Will dice a Lou che lei è la sola ragione per cui Will si sveglia ogni mattina. 
Lou, che si è innamorata di Will, lascia il suo fidanzato storico e organizza un viaggio a Parigi per portare Will nel luogo che lui ha definito essere il posto che preferisce al mondo, ma una polmonite costringe Will a rinunciare al viaggio. Lou organizza allora un viaggio con Will alle isole Mauritius, ove i due si confrontano con i loro sentimenti e con la decisione di Will del suicidio assistito. Will ammette di amare Lou, ma dichiara di non volerla vincolare a lui o passare il resto della sua vita su una sedia a rotelle, motivo per cui proseguirà con il suo piano di suicidio. Nello scoprire che la posizione di Will non è cambiata, Lou si licenzia e interrompe ogni contatto con lui.
Alla vigilia della partenza di Will per la Svizzera, i due si ricongiungono e riconoscono che i sei mesi passati insieme sono stati il periodo più felice delle loro vite. 
Will muore poco dopo. Louisa, cui Will ha lasciato un'eredità considerevole, si stacca dalla famiglia e cerca di fare qualcosa di speciale della sua vita. Nella scena finale del romanzo la si vede a Parigi, nel posto preferito di Will, mentre legge una lettera in cui lui le augura di vivere felicemente.

## Adattamento cinematografico
Nel 2016 è uscito Io prima di te (film), trasposizione cinematografica del romanzo diretta da Thea Sharrock. Nel ruolo di Louisa troviamo Emilia Clarke, Sam Claflin in quello di Will.

## Sequel
Nel 2016 Jojo Moyes ha pubblicato Io dopo di te (Me after you), romanzo sequel incentrato sulla vita di Lou dopo la morte di Will Traynor. Nel 2018 è stato pubblicato un altro sequel, Sono sempre io (Still me). In Italia entrambi i libri sono stati editi da Arnoldo Mondadori Editore.